# Lips of an Angel
«Lips of an Angel» es el segundo sencillo grabado por la banda de rock estadounidense Hinder, lanzado en 2005 por Universal Music Group Recordings. Es una balada escrita por Brian Howes, Rey Casiano, Austin Winkler y Cody Hanson. Fue lanzado como el segundo sencillo de su álbum Extreme Behavior. Era su hit avance, trazando en la lista de los diez más populares de varios Billboard en los Estados Unidos, y alcanzando el número uno en varios países. Se han vendido 3.6 millones de copias en los Estados Unidos a partir de enero de 2015, por lo que es una de las canciones de rock más descargadas.

## Letra
Las letras tratan con el cantante que describe sus sentimientos cuando su novia favorecida de su pasado llama tarde en la noche, algo gratamente interrumpir su relación actual. Más de una vez, se hace una referencia a la llamada de ser secreta, y el cantante expresa su preocupación de una lucha que siguió como resultado. La canción concluye acaba como empezó, con el cantante cuestionamiento de por qué ella está llamando tan tarde, aunque la segunda (y última) vez es menos literal y más figurativo, con el subyacente significa "tan tarde" no por la noche, pero camino demasiado tarde en la vida; incapaz de continuar la relación anterior. La canción termina con la trama sin resolver. De acuerdo con una entrevista radiofónica realizada en Atlanta, Georgia las letras se basan libremente en un incidente llamada real que ocurrió.
El 22 de enero de 2007, "Lips of an Angel" se hizo cargo el puesto número uno en la carta canadiense BDS de The Killers. Una semana más tarde, se hizo cargo del puesto número uno en el de Australia ARIA Singles Chart de Evermore.

## Listado de canciones
Descarga digital
1. «Lips of an Angel» – 4:21

Sencillo en CD
1. «Lips of an Angel» – 4:21
2. «By the Way» (acoustic) – 3:34
3. «Bliss» (I Don't Wanna Know) (acoustic) – 3:45
4. «Oye there you go»

## Posicionamiento
| Listas (2006–2007)                 | Posición |
| ---------------------------------- | -------- |
| Australia (ARIA)                   | 1        |
| Austria (Ö3 Austria Top 40)        | 62       |
| Canadá (Canadian Hot 100)          | 31       |
| Países Bajos (Mega Single Top 100) | 98       |
| Nueva Zelanda (Recorded Music NZ)  | 1        |
| Eslovaquia (Rádio Top 100)         | 48       |
| U.S. Billboard Hot 100             | 3        |
| U.S. Billboard Pop 100             | 1        |
| U.S. Billboard Mainstream Top 40   | 1        |
| U.S. Billboard Adult Contemporary  | 18       |
| U.S. Billboard Adult Top 40        | 3        |
| U.S. Billboard Modern Rock Tracks  | 8        |

### Listas
| Listas (2006)        | Posición |
| -------------------- | -------- |
| US Billboard Hot 100 | 30       |

| Listas (2007)            | Posición |
| ------------------------ | -------- |
| US Billboard Hot 100     | 46       |
| Australian Singles Chart | 5        |

## En apariciones
La canción aparece en los videojuegos relacionados con la música de Lips of an Angel (como contenido descargable), Karaoke Revolution Presents: American Idol Encore, Dance Dance Revolution Hottest Party, y Band Hero.

## Otras versiones
Jack Ingram lanzó un cover de la canción en su álbum This Is It en 2006, que alcanzó el número 16 en los Billboard charts de música país.